# Meursault (AOC)
Pour l’article homonyme, voir Meursault.
Le meursault est un vin français d'appellation d'origine contrôlée, produit sur une partie de la commune de Meursault, en Côte-d'Or.
Il est classé parmi les appellations communales du vignoble de la côte de Beaune.

## Historique

### Antiquité
On trouve à Meursault divers vestiges des périodes préhistoriques et gallo-romaine. L’édit de l'empereur romain Domitien, en 92, interdisait la plantation de nouvelles vignes hors d’Italie ; il fit arracher partiellement les vignes en Bourgogne afin d’éviter la concurrence. Le vignoble résultant suffisait aux besoins locaux. Mais Probus annula cet édit en 280.
Un plaidoyer du rhéteur gaulois Eumène, adressé à l'Empereur Constantin en 312, permet de situer la formation du vignoble de la Côte au Ier siècle, sans précision toutefois sur le vignoble murisaltien.
Cette création du vignoble de la Côte, le Pagus Arebrignus, s'effectue sous l'impulsion de la ville d'Autun, capitale des Éduens et correspond à la zone située entre Gevrey au Nord et Santenay au Sud.

### Moyen Âge
Dès le début du VIe siècle, l’implantation du christianisme avait favorisé l’extension de la vigne par la création d’importants domaines rattachés aux abbayes. Ainsi l'une des premières traces de la création du vignoble murisaltien peut être trouvée dans la donation en 1098 d'une vigne par le duc Eudes Ier de Bourgogne à l'abbaye de Citeaux, nouvellement constituée. Celle-ci détient ensuite, grâce à l'afflux des donations, un vignoble conséquent, principalement réparti sur les communes d'Aloxe, de Pommard et de Meursault.
En 1416, Charles VI fixa par un édit les limites de production du vin de Bourgogne. À la mort de Charles le Téméraire, le vignoble de Bourgogne fut rattaché à la France, sous le règne de Louis XI.

### Époque moderne
Le développement du vignoble s'effectue notamment par l'accès progressif au marché parisien et à ceux des Pays du Nord à partir du XIIIe siècle, sous l'égide de la ville de Beaune.
Les courtiers gourmets de Beaune régissent le commerce du vin jusqu'au XVIIe siècle, et l'on assiste ensuite à un assouplissement progressif des règles du marché intérieur viticole. Ainsi, en 1700, l'intendant Ferrand rédigea-t-il un « Mémoire pour l'instruction du duc de Bourgogne » lui indiquant que dans cette province les vins les meilleurs provenaient des « vignobles [qui] approchent de Nuits et de Beaune ». Cet assouplissement réglementaire amène une transformation du monde viticole à partir du début du XVIIIe siècle, avec l'apparition des maisons de commerce (la première d'entre elles, Champy, aurait été fondée en 1720), et une structuration progressive autour du négoce.

### Époque contemporaine

#### XIXesiècle
Dans les décennies 1830-1840, la pyrale survint et attaqua les feuilles de la vigne. Elle fut suivie d'une maladie cryptogamique, l'oïdium. Au XIXe siècle, la Bourgogne des vins fins est rouge à 95 %. Montrachet, Corton-Charlemagne, Vougeot blanc sont les rares climats blancs de leurs finages. Meursault était la seule commune reconnue pour ses vins de pinot blanc (à l’époque, la distinction entre chardonnay et pinot blanc n’était pas faite) : « la petite ville de Meursault devait son antique réputation à ses vins blancs » affirmait Denis Morelot,. 
Ainsi en 1855, dans son livre qu'il consacre à l'histoire du vignoble bourguignon, Jules Lavalle esquisse une classification des différents terroirs dans laquelle il classe, pour Meursault, le climat de Santenot, plutôt dédié aux vins rouges.
En 1861, le Comité d'Agriculture de Beaune effectue un classement viticole des vins de Meursault :
- vins blancs :
  - première classe : La Pièce-sous-le-Bois, Sous-le-dos-d'Ane, Le Dos-D'Ane, La Jennelotte, Sous Blagny, Les Charmes-Dessus et Dessous, Les Perrières-Dessus et Dessous, Les Genevrières-Dessus et Dessous, Les Bouchères, Le Porusot-Dessus, Le Porusot ;
  - deuxième classe : Le Porusot-Dessous, Le Porusot, Les Gouttes-d'Or, Les Chevalières, Petits et Grands-Charrons, Le Tesson ;
  - troisième classe : Les Charmes-Dessous ;
- vins rouges : 
  - première classe : Les Santenots Blancs, Les Cras, Les Caillerets, Les Pelures, Les Santenots-du-Milieu ;
  - deuxième classe : Les Vignes Blanches, Les Peutes-Vignes, Les Perchots, La Barre-Dessus , Les Corbins, En Luraule, Le Limosin, Les Rougeots, Les Terres-Blanches ;
  - troisième classe : Les Gruyaches, Les Durots, Les Malpoiriers, Les Dressoles, En-la-Barre, Le Cromin, Les Pelles-Dessus et Dessous, Les Casse-Têtes, Le Buisson Certaut, Les Meix-Chavaux, Les Forges Clos de Mazerey, Les Meix-Gagnes, Au Murger-de-Monthelie.

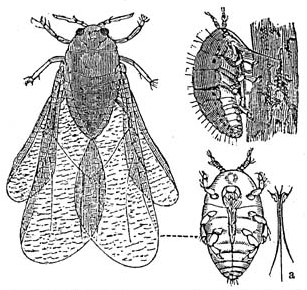
Phylloxéra

Le millésime 1865 a donné des vins aux teneurs naturelles en sucres très élevées et des vendanges assez précoces. À la fin de ce siècle arrivèrent deux nouveaux fléaux de la vigne. Le premier fut le mildiou, autre maladie cryptogamique, le second le phylloxéra. Cet insecte térébrant venu d'Amérique mit très fortement à mal le vignoble. Ainsi le 17 juillet 1878, Meursault est le premier village de la Côte d'Or touché par le phylloxéra[réf. nécessaire]. Après de longues recherches, on finit par découvrir que seul le greffage permettrait à la vigne de pousser en présence du phylloxéra. Cette crise de la fin du XIXe siècle pendant laquelle se succèdent plusieurs ravageurs, le phylloxera, le mildiou et le black-rot, déboucha sur une profonde refonte du vignoble, aux multiples facettes : la modification des pratiques culturales avec l'abandon du provignage, l'apparition des plants greffés, une modification des surfaces plantées avec l'abandon de certaines parcelles, et l'abandon d'une partie de la profession.

#### XXesiècle
Le mildiou provoqua un désastre considérable en 1910. Le début du XXe siècle est marqué par une crise économique provenant notamment de la disparition de certains marchés, ainsi le marché allemand pendant la Première Guerre mondiale ou le marché russe après la révolution bolchévique de 1917. La Loi du 6 mai 1919 relative à la protection des appellations d’origine et plus tard les décrets-lois des AOC, s’appuient sur les fameux « usages locaux, loyaux et constants » du 19e siècle pour justifier telle ou telle classification ou surface des climats En 1932, dans un contexte de mise en valeur du patrimoine vineux est créée la fête de la Paulée, fête annuelle de fin des vendanges, par le comte Lafon. Ces difficultés économiques ainsi que l'importance prise par les fraudes diverses conduisirent les législateurs à voter différentes lois afin de tenter de protéger la qualité et le commerce du vin, notamment en 1935, en votant le décret-loi instaurant les appellations d'origine contrôlée (AOC). L'appellation meursault a été créée le 31 juillet 1937.
Apparition de l'enjambeur dans les années 1960-70, qui remplace le cheval. Meursault reçoit la Saint-Vincent Tournante à trois reprises : en 1949, en 1972 et en 2001. Les techniques en viticulture et œnologie ont bien évolué depuis 50 ans (vendange en vert, table de triage, cuve en inox, pressoir électrique puis pneumatique, etc.).

#### XXIesiècle
Avec la canicule de 2003, les vendanges débutèrent pour certains domaines cette année-là à la mi-août, soit avec un mois d'avance, des vendanges très précoces qui ne s'étaient pas vues depuis 1422 et 1865 d'après les archives.

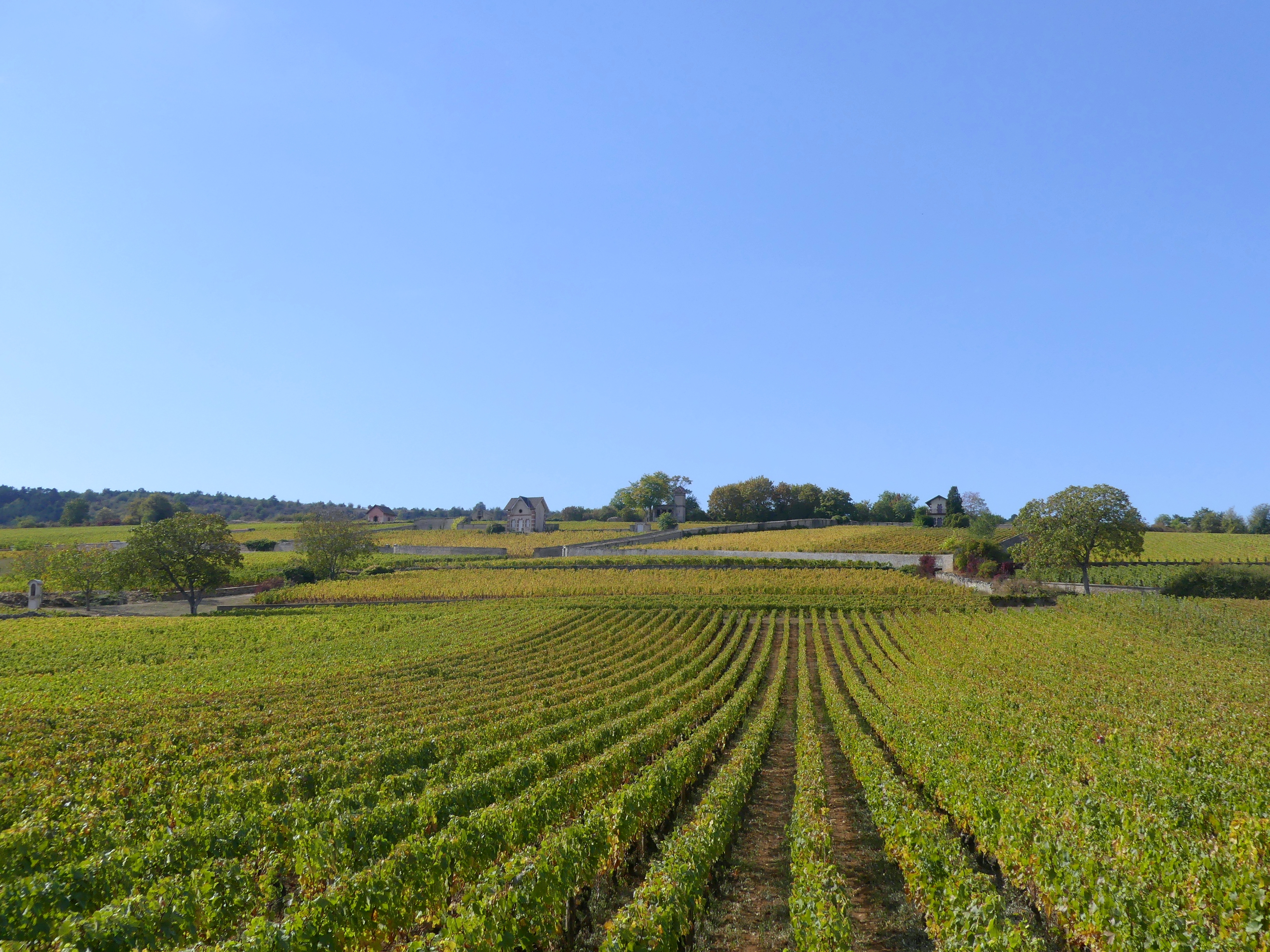
Vue d'une partie du vignoble, ici à l'ouest de Meursault.

## Situation géographique
Situé en Bourgogne, dans le département de la Côte-d'Or, dans la Côte de Beaune, à environ 8 kilomètres au sud de Beaune et plus de 10 kilomètres de l'autoroute A6. Le village est traversé par la Nationale 74 dans sa partie basse, à l'Hopital-de-Meursault; et par la Départementale 73 (haut du village), après le passage de Pommard et Volnay.

### Orographie
L'escarpement du vignoble est assez faible, à part sur le haut du coteaux, avec un escarpement un peu plus pentu. Ainsi le coteau présente une pente légère d'environ 4 %. L'altitude du village et du vignoble se situe entre 230 et 360 mètres.

### Géologie
Meursault a pour origine la série du Jurassique allant du Bathonien à l'Oxfordien. Composé de marnes calcaires. Les crus sont sur de la roche calcaire callovienne et de la roche marneuse argovienne.

### Climatologie
La région est située dans la zone tempérée avec des étés chauds, des hivers froids. L'amplitude thermique est assez importante entre l'été et l'hiver. Les précipitations sont assez hétérogènes sur l'année, le mois de mai étant le plus pluvieux. Le vent dominant durant une partie de l'année est la bise (vent sec et froid). 
Valeurs climatique de Dijon, car Meursault est situé en dessous de cette ville.
Pour la ville de Dijon (316 m), les valeurs climatiques jusqu'à 1990 :
| Mois                              | jan. | fév. | mars | avril | mai  | juin | jui. | août | sep. | oct. | nov. | déc. | année |
| --------------------------------- | ---- | ---- | ---- | ----- | ---- | ---- | ---- | ---- | ---- | ---- | ---- | ---- | ----- |
| Température minimale moyenne (°C) | −1   | 0,1  | 2,2  | 5     | 8,7  | 12   | 14,1 | 13,7 | 10,9 | 7,2  | 2,5  | −0,2 | 6,3   |
| Température moyenne (°C)          | 1,6  | 3,6  | 6,5  | 9,8   | 13,7 | 17,2 | 19,7 | 19,1 | 16,1 | 11,3 | 5,6  | 2,3  | 10,5  |
| Température maximale moyenne (°C) | 4,2  | 7    | 10,8 | 14,7  | 18,7 | 22,4 | 25,3 | 24,5 | 21,3 | 15,5 | 8,6  | 4,8  | 14,8  |
| Précipitations (mm)               | 49,2 | 52,5 | 52,8 | 52,2  | 86,3 | 62,4 | 51   | 65,4 | 66,6 | 57,6 | 64,2 | 62   | 732,2 |

#### Ensoleillement
Sur Dijon, les valeurs d'ensoleillement de 1961 à 1990 (en nombre d'heures) sont :
| Mois  | Jan  | Fev  | Mar   | Avr   | Mai   | Jui   | Jui   | Aou   | Sep   | Oct   | Nov  | Dec  | Année  |
| ----- | ---- | ---- | ----- | ----- | ----- | ----- | ----- | ----- | ----- | ----- | ---- | ---- | ------ |
| Dijon | 53,1 | 88,4 | 140,3 | 177,8 | 204,4 | 234,9 | 266,2 | 229,4 | 193,7 | 124,4 | 67,7 | 53,8 | 1831,1 |
|       |      |      |       |       |       |       |       |       |       |       |      |      |        |

## Vignoble

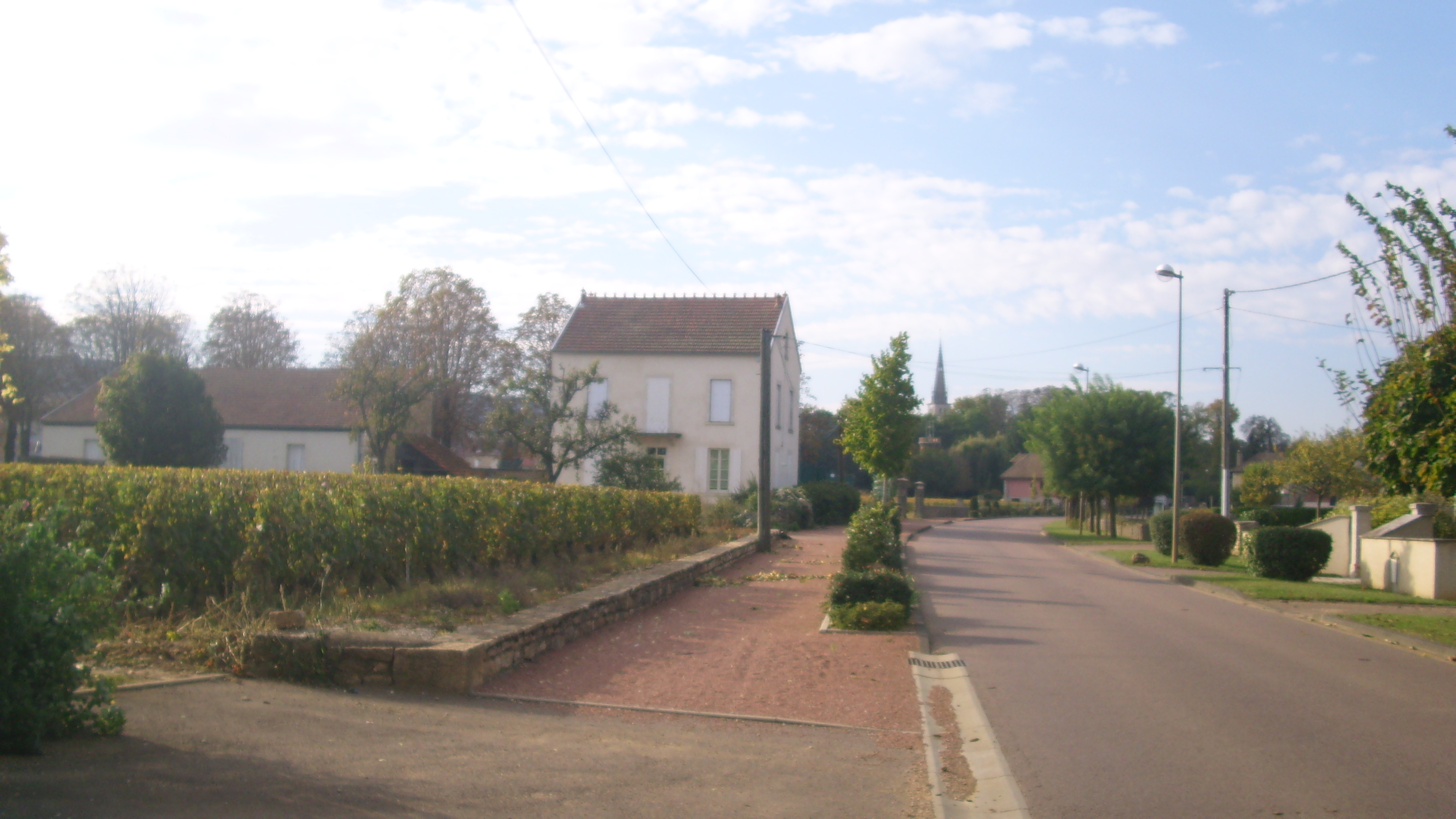
Meursault.

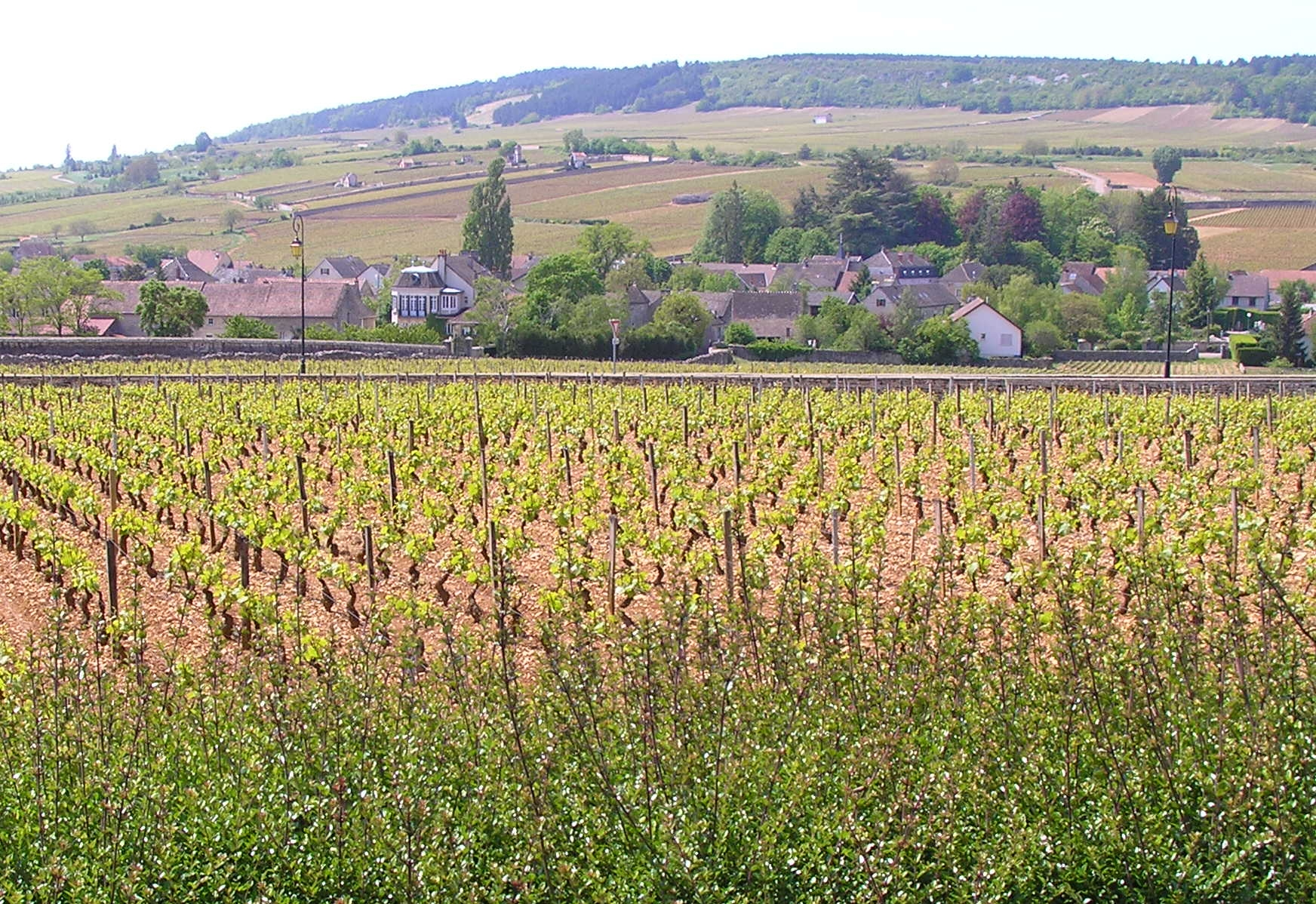
Vue d'une partie de Meursault et son vignoble.

### Présentation
Situé à environ 8 kilomètres au sud de Beaune sur la commune de Meursault, ce vignoble a une superficie de 395 hectares. Les vins blancs représentent la quasi-totalité de l'appellation avec 382,42 hectares dont 96,15 hectares en 1er cru. 
Le vins rouges sont infimes dans ce vignoble avec seulement 13,47 hectares dont 0,82 hectare (ou 70 ares) de 1er cru. Ainsi la proportion représente 96 % de vins blancs et 4 % de vins rouges.

### Lieux-dits
- Appellations Village : Bois de Blagny, le Dos d'Ane, les Chaumes, Narvaux Dessus, les Narvaux Dessous, Gorges de Narvaux, les Chaumes de Narvaux, les Tillets, les Clous Dessus, les Clous Dessous, les Casse-Têtes, les Vireuils Dessus, les Vireuils Dessous, Les Luchets, les Meix Chavaux, les Chevalières, les Rougeots, le Tesson, les Petits Charrons, le Grand Charron, Au village, Au Moulin Judas, Meix Sous le Chateau, Moulin Landin, la Luraule, Clos de Mazeray, Meix Gagnes, Terres Blanches, Pelles Dessus, les Pelles Dessous, Les Crotots, Buisson Cartaut, le Limozin, Gruyaches, les Pellans, les Millerands, au Village, Sous la Velle, en l'Ormeau, les Magny, en Gorgoillot, en Marcaussé, Vignes Blanches, les Criots, les Durots, Peutes Vignes, les Corbins, Clos des Mouches, les Perchots, en la Barre, Clos de la Barre, Barre Dessus, le Cromin, Pré de Manche, Meix Tavaux, le Pré de Manche et au Murger de Monthelie.
- Climats premier cru : les Cras, les Caillerets, les Santenots Blancs, les Plures, les Santenots du Milieu, Charmes, la Jeunelotte, la Pièce sous le Bois, Sous le Dos d'Ane, Sous Blagny, Perrières, Clos des Perrières, Genevrières, le Porusot, les Bouchères, les Gouttes d'Or et les Ravelles.
- Volnay et Blagny : Le village de Meursault possèdent des parcelles de vignes qui sont limitrophes avec Volnay et dont les lieux-dits produisant en vins rouges sont classés en Volnay "premier cru" Santenots (Santenots-Blancs, Santenots-du-Milieu, Santenots-Dessous, Clos des Santenots et Les Plures); les lieux-dits exploités en vins blancs sont classés en Meursault "premier cru" (Santenots-Blancs, Santenots-du-Milieu et Les Plures) et Meursault "village" (Santenots-Dessous)[24]. Ce village est aussi limitrophe avec Blagny avec des lieux-dits en vins blancs, sous l'appellation Meursault "Blagny" ou Meursault "premier cru" (la Jeunelotte, la Pièce-sous-le-Bois, Sous-le-Dos-d'Ane, les Ravelles et Sous Blagny)[24]. Les vins rouges de ses climats sont vendus en Blagny "premier cru"[25].

### Encépagement

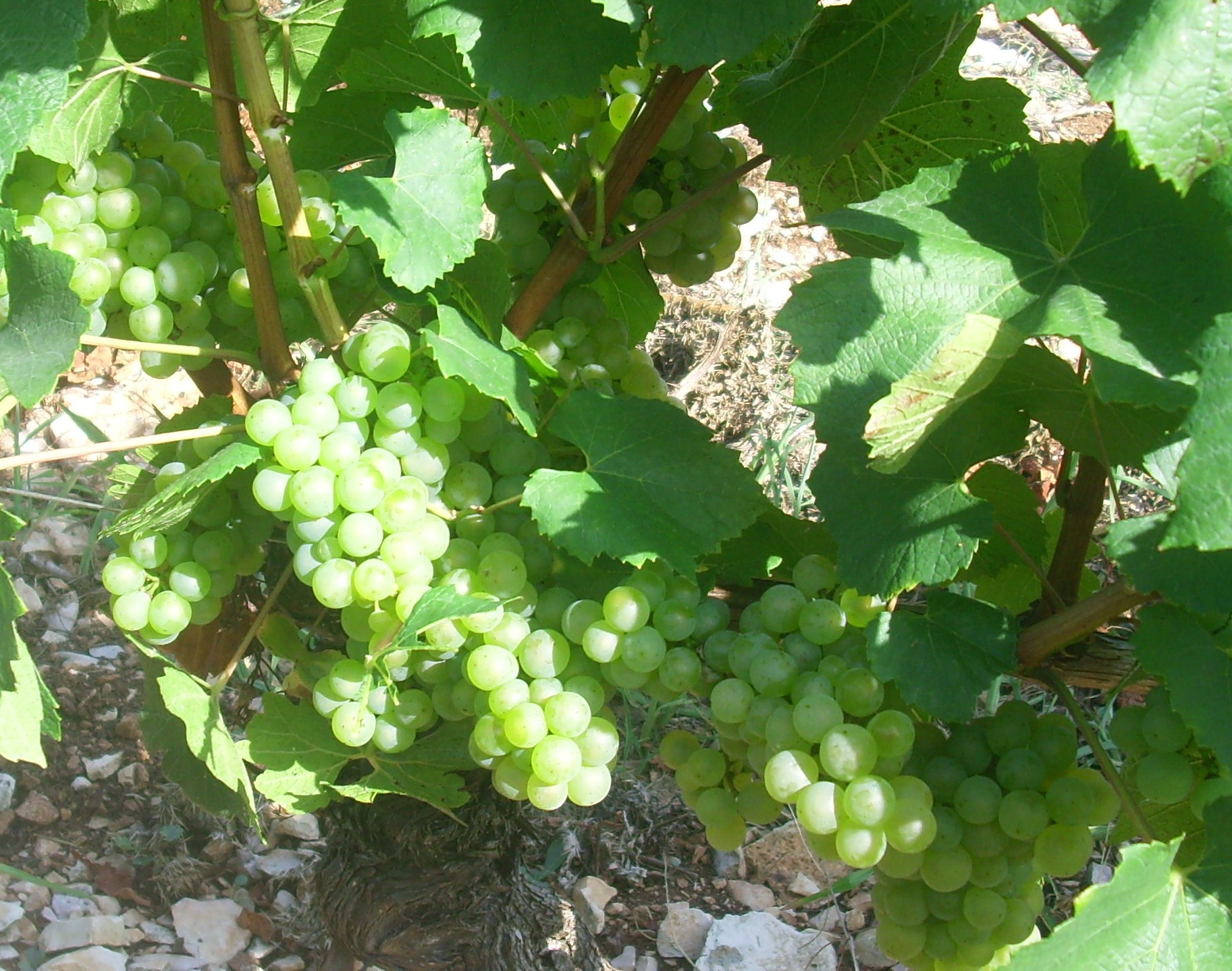
Grappes de chardonnay.

Le chardonnay compose les vins blancs de l'AOC. Ses grappes sont relativement petites, cylindriques, moins denses que celles du pinot noir, constituées de grains irréguliers, assez petits, de couleur jaune doré. De maturation de première époque comme le pinot noir, il s'accommode mieux d'une humidité de fin de saison avec une meilleure résistance à la pourriture s'il n'est pas en situation de forte vigueur. Il est sensible à l'oïdium et à la flavescence dorée. Il débourre un peu avant le pinot noir, ce qui le rend également sensible aux gelées printanières. Les teneurs en sucre des baies peuvent atteindre des niveaux élevés tout en conservant une acidité importante, ce qui permet d'obtenir des vins particulièrement bien équilibrés, puissants et amples, avec beaucoup de gras et de volume.
Le pinot noir compose exclusivement les vins rouges de l'AOC. Il est constitué de petites grappes denses, en forme de cône de pin composées de grains ovoïdes, de couleur bleu sombre. C'est un cépage délicat, qui est sensible aux principales maladies et en particulier au mildiou, au rougeot parasitaire, à la pourriture grise (sur grappes et sur feuilles), et au cicadelles. Ce cépage, qui nécessite des ébourgeonnages soignés, a tendance à produire un nombre important de grapillons. Il profite pleinement du cycle végétatif pour mûrir en première époque. Le potentiel d'accumulation des sucres est élevé pour une acidité juste moyenne et parfois insuffisante à maturité. Les vins sont assez puissant, riches, colorés, de garde. Ils sont moyennement tanniques en général.

### Méthodes culturales

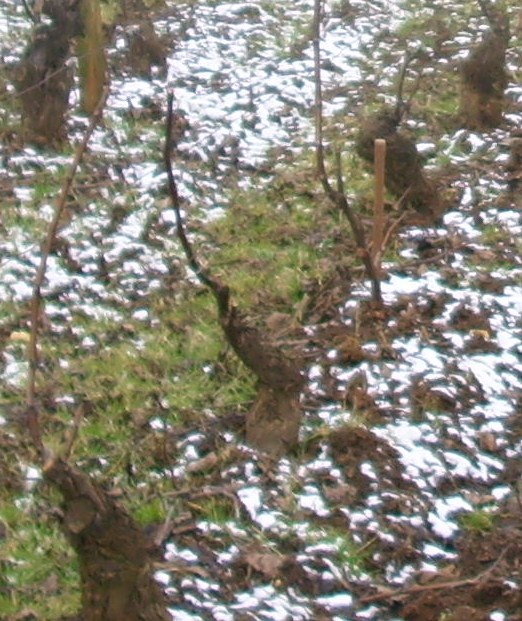
Pieds de vigne taillé en guyot simple.

#### Travail manuel
Ce travail commence par la taille, en « guyot simple », avec une baguette de cinq à huit yeux et un courson de un à trois yeux. Le tirage des sarments suit la taille. Les sarments sont enlevés et peuvent être brûlés ou mis au milieu du rang pour être broyés. On passe ensuite aux réparations. Puis vient le pliage des baguettes. Éventuellement, après le pliage des baguettes, une plantation de nouvelles greffes est réalisée. L'ébourgeonnage peut débuter dès que la vigne a commencé à pousser. Cette méthode permet, en partie, de réguler les rendements. Le relevage est pratiqué lorsque la vigne commence à avoir bien poussé. En général, deux à trois relevages sont pratiqués. La vendange en vert est pratiquée de plus en plus dans cette appellation. Cette opération est faite dans le but de réguler les rendements et surtout d'augmenter la qualité des raisins restants. Pour finir avec le travail manuel à la vigne, se réalise l'étape importante des vendanges.

#### Travail mécanique
L'enjambeur est d'une aide précieuse. Les différents travaux se composent du broyage des sarments, réalisé lorsque les sarments sont tirés et mis au milieu du rang. De trou fait à la tarière, là où les pieds de vignes sont manquants, en vue de planter des greffes au printemps. De labourage ou griffage, réalisé dans le but d'aérer les sols et de supprimer des mauvaises herbes. De désherbage fait chimiquement pour tuer les mauvaises herbes. De plusieurs traitements des vignes, réalisés dans le but de les protéger contre certaines maladies cryptogamiques (mildiou, oïdium, pourriture grise, etc.) et certains insectes (eudémis et cochylis). De plusieurs rognages consistant à reciper ou couper les branches de vignes (rameaux) qui dépassent du système de palissage. Des vendanges mécaniques se réalisant avec une machine à vendanger ou une tête de récolte montée sur un enjambeur.

### Rendements
Les rendements visés sont de 40 à 58 hl/ha pour les rouges (40 à 56 pour les premiers crus) et 45 à 64 hl/ha pour les blancs (45 à 62 pour les premiers crus).

## Vins

### Titres alcoométriques volumique minimal et maximal
| AOC                           | Rouge   | Rouge   | Blanc   | Blanc   |
| Titre alcoométrique volumique | minimal | maximal | minimal | maximal |
| Village                       | 10,5 %  | 13,5 %  | 11 %    | 14 %    |
| Premier cru                   | 11 %    | 14 %    | 11,5 %  | 14,5 %  |

### Vinification et élevage
Voici les méthodes générales de vinification de cette appellation. Il existe cependant des petites différences de méthode entre les différents viticulteurs et négociants.

#### Vinification en blanc

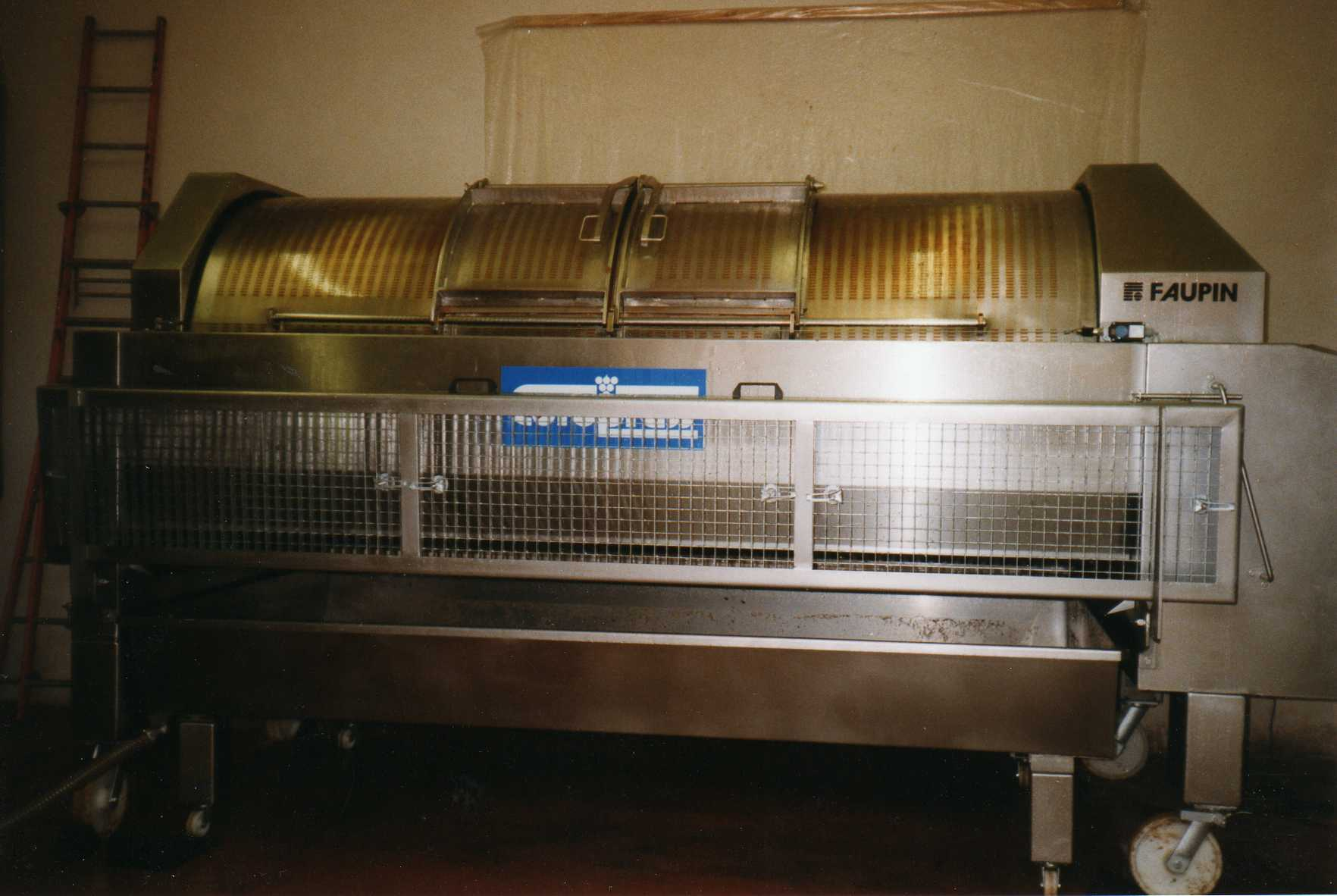
Pressoir pneumatique servant au pressurage.

La récolte est manuelle ou mécanique et peut être triée. Les raisins sont ensuite transférés dans un pressoir pour le pressurage. Une fois le moût en cuve, le débourbage est pratiqué généralement après un enzymage. À ce stade, une stabulation préfermentaire à froid (environ 10 à 12 degrés pendant plusieurs jours) peut être recherchée pour favoriser l'extraction des arômes. Mais le plus souvent, après 12 à 48 heures, le jus clair est soutiré et mis à fermenter. La fermentation alcoolique se déroule avec un suivi tout particulier pour les températures qui doivent rester à peu près stables (18 à 24 degrés). La chaptalisation est aussi pratiquée pour augmenter le titre alcoométrique volumique si nécessaire. La fermentation malolactique est réalisée en Fûts ou en cuves. Les vins sont élevés « sur lies », en fûts, dans lesquels le vinificateur réalise régulièrement un « bâtonnage », c'est-à-dire une remise en suspension des lies. Cette opération dure pendant plusieurs mois au cours de l'élevage des blancs. À la fin, la filtration du vin est pratiquée pour rendre les vins plus limpides. La mise en bouteille clôture l'opération.

#### Vinification en rouge
La récolte des raisins se fait à maturité et de façon manuelle ou mécanique. La vendange manuelle est le plus souvent triée, soit à la vigne soit à la cave avec une table de tri, ce qui permet d'enlever les grappes pourries ou insuffisamment mûres. La vendange manuelle est généralement éraflée puis mise en cuve. Une macération pré-fermentaire à froid est quelquefois pratiquée. La fermentation alcoolique peut démarrer, le plus souvent après un levurage. Commence alors le travail d'extraction des polyphénols (tanins, anthocyanes) et autres éléments qualitatifs du raisin (polysaccharides etc.). L'extraction se faisait par pigeage, opération qui consiste à enfoncer le chapeau de marc dans le jus en fermentation à l'aide d'un outil en bois ou aujourd'hui d'un robot pigeur hydraulique. Plus couramment, l'extraction est conduite par des remontages, opération qui consiste à pomper le jus depuis le bas de la cuve pour arroser le chapeau de marc et ainsi lessiver les composants qualitatifs du raisin. Les températures de fermentation alcoolique peuvent être plus ou moins élevées suivant les pratiques de chaque vinificateur avec une moyenne générale de 28 à 35 degrés au maximum de la fermentation. La chaptalisation est réalisée si le degré naturel est insuffisant : cette pratique est réglementée. À l'issue de la fermentation alcoolique suit l'opération de décuvage qui donne le vin de goutte et le vin de presse. La fermentation malolactique se déroule après mais est dépendante de la température. Le vin est soutiré et mis en fût ou cuve pour son élevage. L'élevage se poursuit pendant plusieurs mois (12 à 24 mois) puis le vin est collé, filtré et mis en bouteilles.

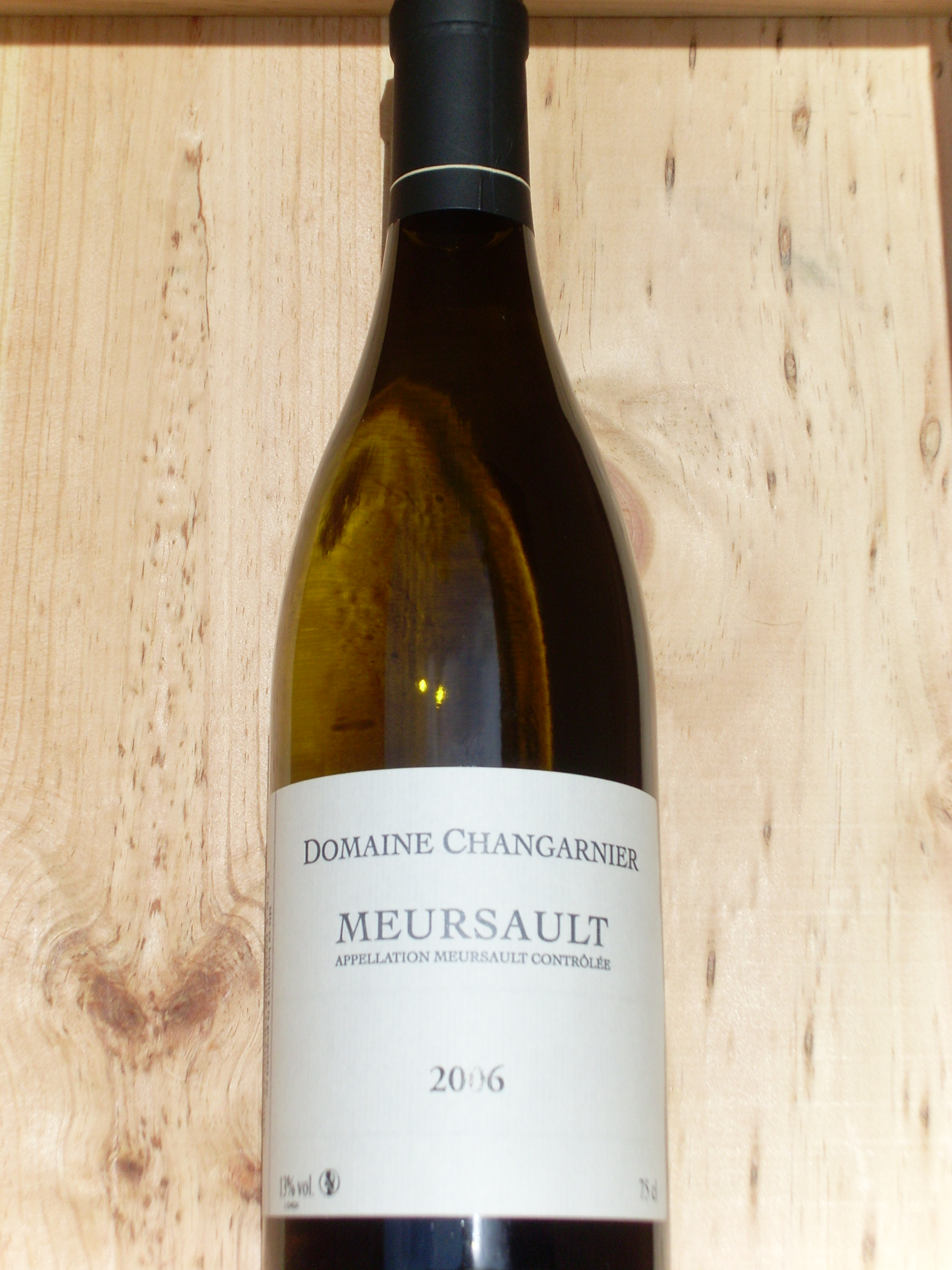
Bouteille de meursault.

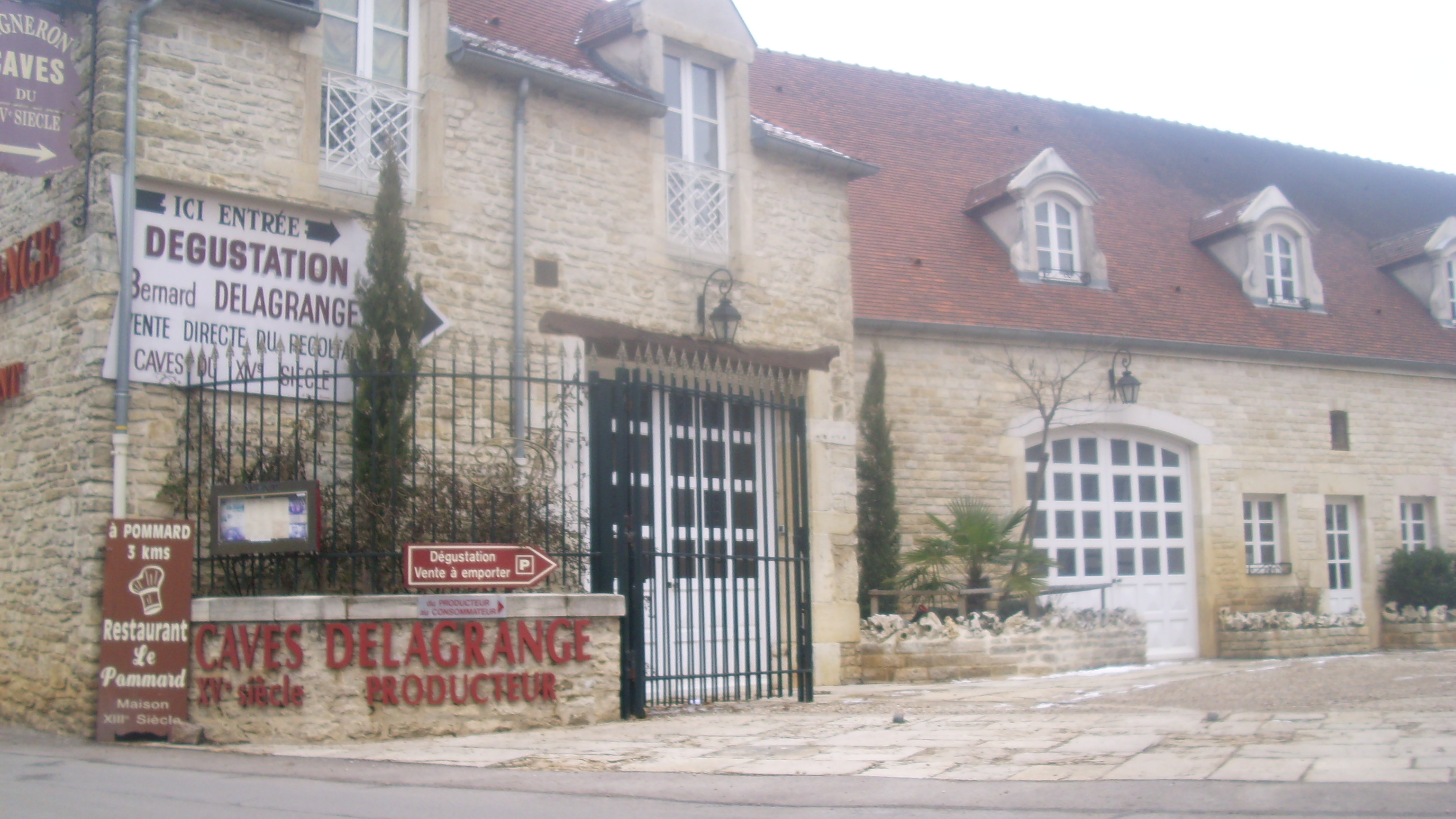
Entrée du Domaine Bernard Delagrange.

### Terroir et vins
Les vins issus de Chardonnay sont d'une robe or-vert, un bouquet de grappe mûre avec des arômes d'amande, de noisette, de miel, d'agrumes, de notes florales (aubépine, fougère, tilleul) et minérale (silex); riche, onctueux et gras en bouche, avec une note boisée soutenue.

### Gastronomie, garde et températures de service
Les vins blancs s'accordent bien avec du foie gras, une pièce de veau, de la volaille en sauce blanche, des crustacés (gambas, homard et langouste), des fromages bleus. Les vins rouges s'accordent bien avec de la viande grillée ou en sauce.
Le vin blanc se sert entre 12 et 14 degrés et se garde entre 8 et 15 ans. Le vin rouge se sert entre 15 et 17 degrés et se garde entre 5 et 10 ans.

## Économie

### Structure des exploitations
Les exploitations sont surtout constituées des domaines (ou caves particulières) qui travaillent la vigne, vinifient, élèvent et mettent tout ou partie de leurs vins en bouteilles ; ces domaines sont de tailles différentes (petites, moyennes ou grandes). L'autre structure de commercialisation de cette appellation, est constituée par les négociants en vins qui achètent des vins de cette appellation, en général en vin fini (mais parfois en raisin ou en moût) à certains domaines de Bourgogne qui exploitent cette AOC.

### Commercialisation
La production totale donne 18843 hectolitres de vins blancs dont 4706 hectolitres en 1er cru. En vins rouges cela donne 559 hectolitres dont 85 hectolitres en 1er cru. La commercialisation de cette appellation se fait par divers canaux de vente : dans les caveaux du viticulteur, dans les salons des vins (vignerons indépendants, etc.), dans les foires gastronomiques, par exportation (aux États-Unis, en Angleterre, Japon, Chine, Belgique, Russie, etc.), dans les Cafés-Hôtels-Restaurants (C.H.R), dans les grandes et moyennes surfaces (G.M.S).

### Les producteurs de l'appellation
Voici les producteurs de cette appellation.
- Implantés sur la commune de Meursault[32] :

| Ampeau Robert et Fils               | Coche-Bizouard Alain       | Lecuelle René                 |                   |
| Ballot-Millot et Fils               | Coche-Dury Jean-François   | Magnien Sébastien             |                   |
| Bejot Jean-Baptiste                 | Domaine Comtes-Lafon       | Manoir Murilsaltien Demmessey |                   |
| Bernard-Bonin                       | Domaine Darnat             | Matrot Joseph                 |                   |
| Berthelemot Brigitte                | Darviot Bertrand           | Mattrot-Witthersheim          |                   |
| Bocard-Batton Guy                   | Delagrange Bernard et Fils | Mestre-Michelot Jean-François |                   |
| Boigelot Eric                       | Demougeot Rodolphe         | Michelot-Buisson Bernard      |                   |
| Boillot Pierre                      | Domaine du Cerberon        | Michelot Chantal              |                   |
| Boisson-Vadot Bernard               | De Souza Albert            | Mikulsky François             |                   |
| Bouzereau Jean-Marie                | Dussort Sylvain            | Millot-Battault Pierre        |                   |
| Bouzereau Vincent                   | Maison Duvergey            | Millot Bernard                |                   |
| Bouzereau-Gruere Hubert             | Ente Arnaud                | Moingeon Henri                |                   |
| Bouzereau Michel et Fils            | Fevre Bruno                | Monnier René                  |                   |
| Bouzereau Philippe                  | Fichet Jean-Philippe       | Monnier Jean et Fils          |                   |
| Bouzereau-Emonin Pierre             | Gauffroy Jean-Paul         | Morey Pierre                  |                   |
| Boyer-Gontard                       | Domaine Gauffroy           | Domaine du Moulin aux Moines  |                   |
| Boyer-Martenot Yves et Boyer Sylvie | Gaunoux François           | Patriarche Alain              |                   |
| Brisset Pierre                      | Gaunoux Jean-Michel        | Patriarche Nicolas            |                   |
| Brunet André                        | Gaunoux Jean-Michel        | Patriarche Nicolas            |                   |
| Buisson-Battault et Fils            | Gerbaut François et Sylvie | Patriarche Raymond            |                   |
| Buisson-Dupont Daniel               | Germain Hervé              | Pinquier Thierry              |                   |
| Buisson-Charles Michel              | Girardin Vincent           | Pouhin Michel                 |                   |
| Caillot Michel                      | Grivault Albert            | Pouhin Pascal                 |                   |
| Caves du Vieux Pressoir             | Javillier Jean             | Prieur-Brunet Guy             |                   |
| Chalet-Chouet Alain                 | Javillier Patrick          | Prieur Jacques                |                   |
| Chateau de Citeaux                  | Jhean-Morey Jean-Claude    | Prunier-Bonheur Pascal        |                   |
| Château de Meursault                | Jobard François et Antoine | Domaine Ropiteau              |                   |
| Château Genot-Boulanger             | Jobard Remi                | Rougeot Marc                  |                   |
| Chavy-Chouet Hubert                 | Domaine Jobard-Morey       | Roulot Guy                    |                   |
| Chouet-Clivet Daniel                | Domaine Arnaud Tessier     | Domaine Latour-Giraud         | Sauvestre Vincent |
| Chouet Nöel                         | Latour-Labille Jean        | Thevenot Jacques              |                   |

## Galerie photos

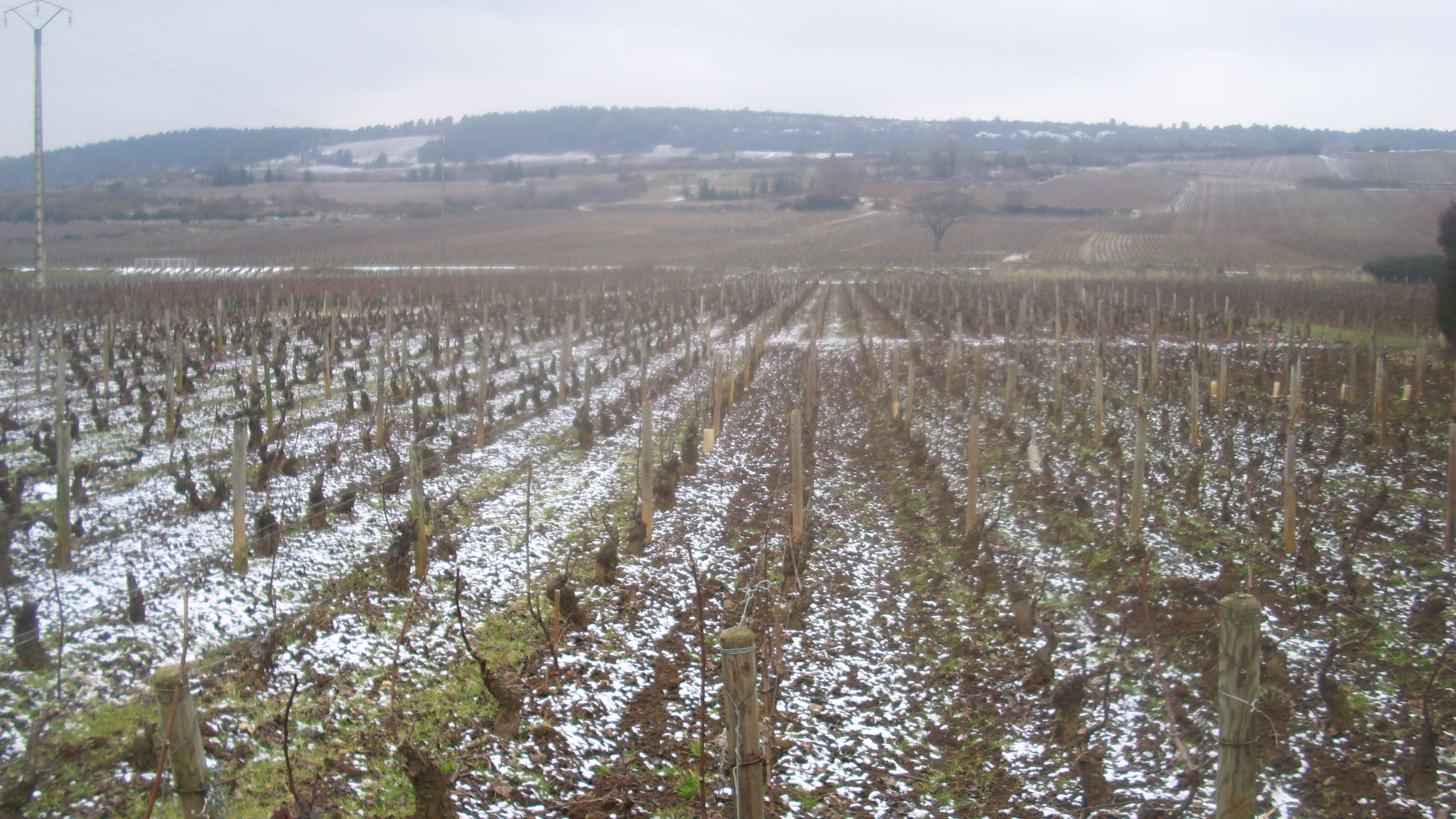
Vignes à Meursault
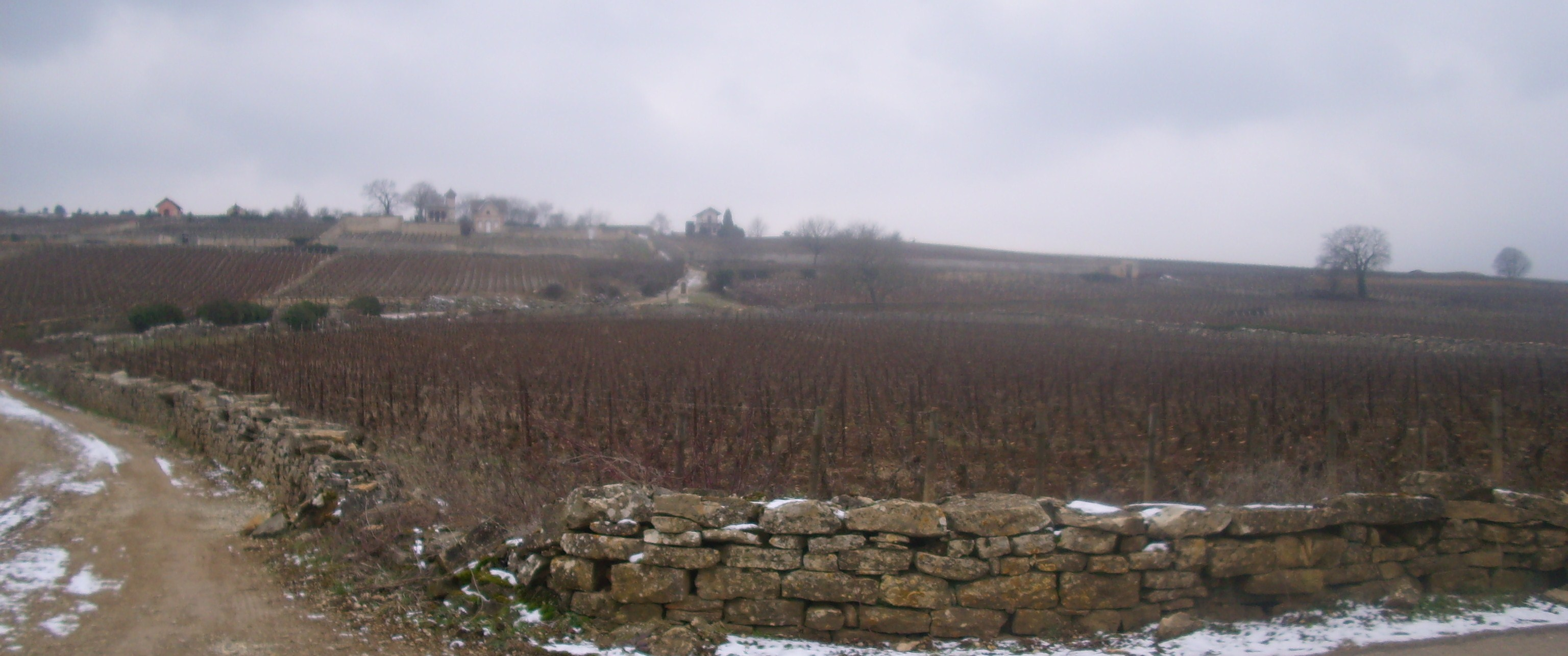
Vignes à Meursault
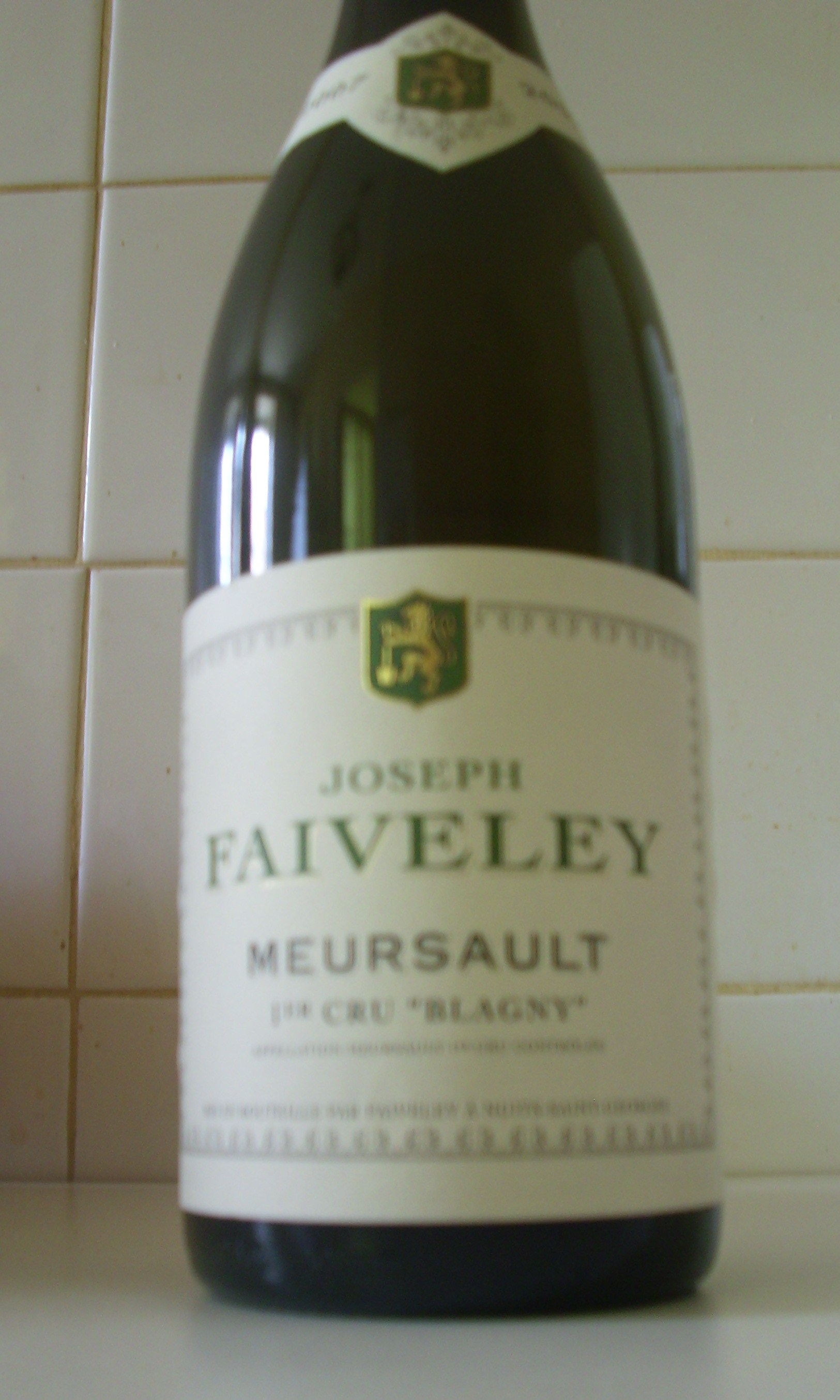
Meursault 1er Cru « Blagny »